# カーンデーシュ語
カーンデーシュ諸語（カーンデーシュしょご）はインド語派に属する小言語グループである。ビリー語地域とマラーティー語地域の間にある。カーンデーシュ諸語は3つ言語からなる。
- カーンデーシュ語（Khandesi） khn - 21,900人（2001年）
- ダーンキ語（Dhanki） dhn - 139,000人（2001年）
- アヒラーニー語（Ahirani） ahr - 1,870,000人（2001年）